# Willy J. Martin
Wilhelm Jakob Martin (* 18. September 1921 in Viernheim; † 9. Februar 2015 in Mannheim) war ein deutscher Zeitungsverleger.
Martin war Verleger, Herausgeber und Chefredakteur der südhessischen Heimatzeitung "Viernheimer Tageblatt" von 1949 bis 1997 und Geschäftsführer des Verlages "Johannes Martin Söhne OHG".
Von 1997 bis 2015 war er Geschäftsführer der "Richard und Willy Martin Vermögensverwaltung GbR" in Viernheim
Über 40 Jahre war er für die lokale Heimatpresse überregional ehrenamtlich tätig als Vorsitzender des Herausgeberkollegiums der Redaktionsgemeinschaft deutscher Heimatzeitungen (rdh) und Mitglied im Beirat der rdh GmbH. Für seine überregionalen Verdienste um die Lokalpresse und Heimatzeitungen verlieh ihm Bundespräsident Richard von Weizsäcker 1992 das Bundesverdienstkreuz am Bande.